# خان تبة
خان تبة (بالفارسية: خان تپه) هي قرية تقع في قسم بيزكي الريفي (مقاطعة تشناران) في إيران.